# Pysanka
Pysanka eller pisanka kan även syfta på medeltida keramiska uppståndelseägg.

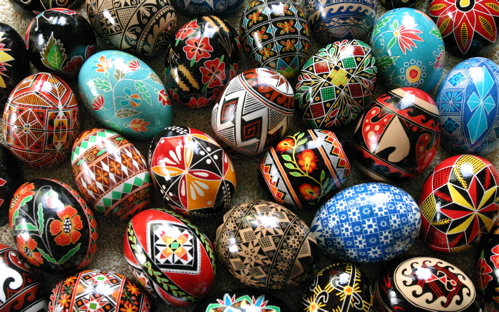
Ukrainska pysanky i traditionella och moderna mönster.

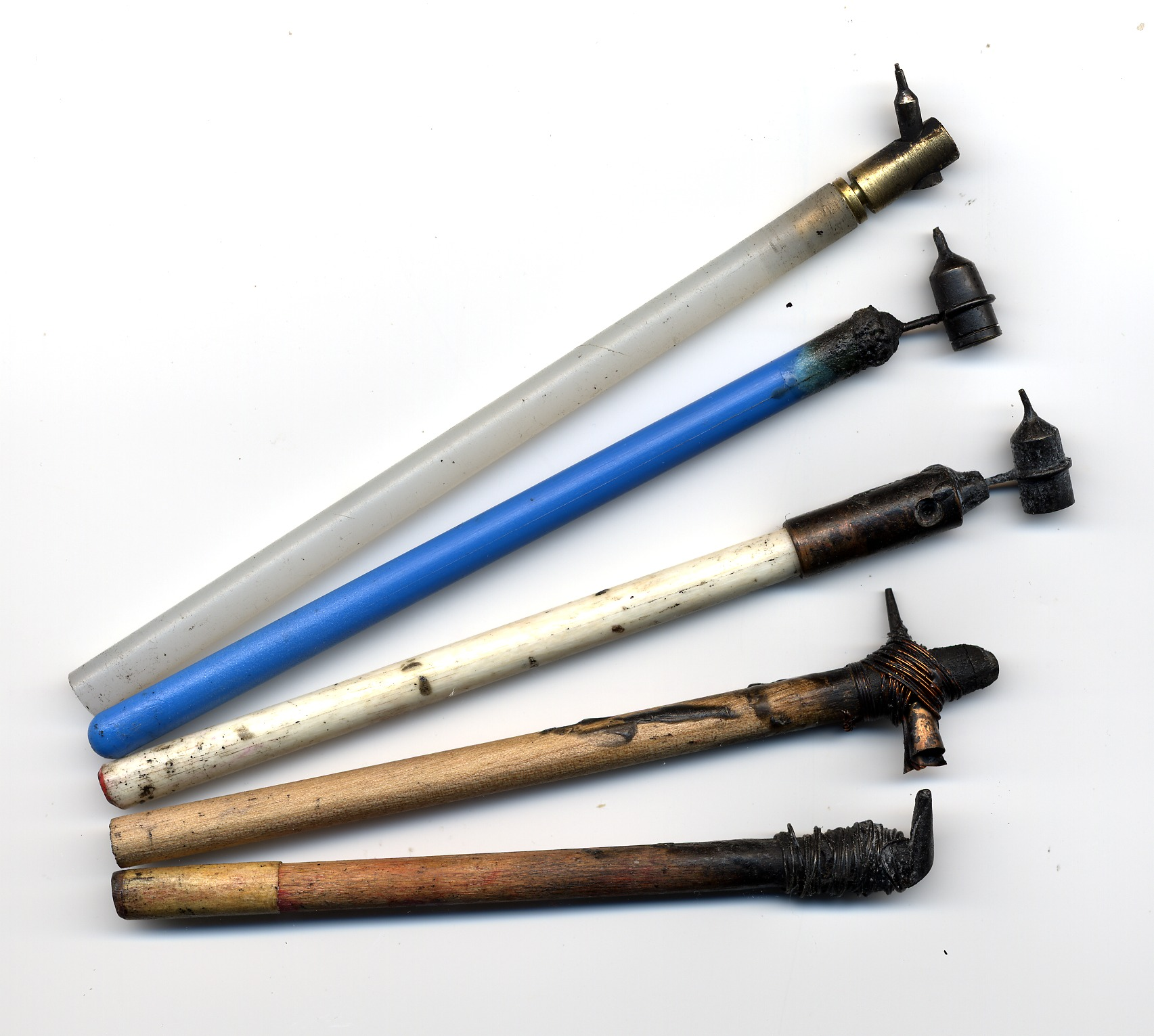
Moderna och traditionella pennor som används för att "skriva" med det smälta vaxet på äggen.

Pysanka (ukrainska: писанка, plural: pysanky) är ett traditionellt dekorerat ukrainskt påskägg. Pysanka är ukrainska för påskägg, och ordet används bara om ägg som dekoreras i enlighet med ukrainska folkliga traditioner. Ordet härrör från pysaty, "att skriva".

## Tillverkning
Vid framställning av pysanky utgår man vanligen från råa ägg. Äggen dekoreras genom att man med hjälp av en särskild penna täcker över de fält som man vill behålla vita med smält bivax på samma sätt som man gör vid batik. Äggen doppas sedan i ett gult färgbad. Därpå täcker man med bivax över de fält man vill behålla gula och doppar ägget i ett orange färgbad. På det sättet går man vidare med gradvis mörkare färger till det sista, svarta färgbadet. Slutligen avlägsnas vaxet genom att ägget värms upp och vaxet torkas bort.

## Historia och symbolspråk
De symboler och färger med vilka pysanky dekoreras har ursprungligen magiska innebörder. De härstammar från förkristen tid och har kopplingar till soldyrkan och solguden Dazhbog. Efter kristnandet 988 levde traditionen vidare och de dekorerade äggen gavs nya, kristna innebörder. Under sovjettiden betraktades framställning av pysanky som en religiös sedvänja och förbjöds. Museala samlingar av pysanky förstördes. Konstarten levde emellertid vidare genom emigranter och efter Ukrainas självständighet 1991 har den fått en renässans i sitt hemland.